# Bia-Sprachen
Bia ist eine Untergruppe der Kwa-Sprachen, die ihrerseits zu den Niger-Kongo-Sprachen zählt. Die Bia Sprachgruppe ist mit den Akan-Sprachen nahe verwandt. Die Bia-Sprachgruppe wird in Nord und Süd unterteilt und wird in Ghana und der Elfenbeinküste gesprochen.

## Bia-Sprachen
Insgesamt zählen acht Sprachen zur Bia-Sprachgruppe:
Norden:
- Anyin, Elfenbeinküste
- Baoulé, Elfenbeinküste
- Anufo, Ghana
- Anyin Morofo, Elfenbeinküste
- Sehwi, Ghana

Süden:
- Ahanta, Ghana
- Jwira-Pepesa, Ghana
- Nzema, Ghana

## Sprachengruppe
Der vollständige Stamm der Bia-Sprachengruppe setzt sich wie folgt zusammen:
Niger-Kongo-Sprachen
Atlantik-Kongo-Sprachen
Volta-Kongo-Sprachen
Kwa-Sprachen
Nyo-Sprachen
Potou-Tano-Sprachen
Tano-Sprachen
Zentral
Bia-Sprachen